# معاملة المثليين في السودان
يواجه الأشخاص من المثليين والمثليات ومزدوجي التوجه الجنسي والمتحولين جنسياً (اختصاراً: LGBT) في السودان تحديات قانونية واجتماعية لا يواجهها غيرهم من المغايرين جنسيا. عقوبة الإعدام على النشاط الجنسي المثلي بين الرجال لا تزال موجودة في الكتب في السودان.

## قانون النشاط الجنسي المثلي
النشاط الجنسي المثلي غير قانوني في السودان. ينص القانون الجنائي لعام 1991 على ما يلي:
المادة 19- المحاولة هي ارتكاب فعل يشير بوضوح إلى نية ارتكاب جريمة، في حالة عدم اكتمال الجريمة، بسبب يتجاوز إرادة الجاني.
المادة 20. (1) يعاقب كل من يحاول ارتكاب جريمة بالسجن لمدة لا تتجاوز نصف المدة القصوى المقررة لتلك الجريمة....
(2) إذا كانت عقوبة أي جريمة واحدة هي الإعدام... تكون العقوبة على محاولة ارتكابها هي السجن لمدة لا تتجاوز سبع سنوات.
المادة 148. (1) يُعتبر ارتكاب السدومية، كل رجل يخترق حشواته، أو ما يعادله، في فتحة... رجل آخر، أو يسمح لرجل آخر باختراق حشواته، أو ما يعادله، في شرجه.
(2) (أ) كل من يرتكب جريمة السدومية، يعاقب بالجلد مائة جلدة،وقد يعاقب بالسجن لمدة لا تزيد عن خمس سنوات؛
(ب) إذا أدين مرتكب الجريمة للمرة الثانية، يعاقب، بالجلد مائة جلدة، وبالسجن لمدة لا تتجاوز خمس سنوات؛
(ج) إذا أدين مرتكب الجريمة للمرة الثالثة، يعاقب عليه بالإعدام أو بالسجن مدى الحياة.
المادة 151. (1) يُعتبر ارتكاب جريمة الفحش الجسيم، من... يقوم بأي عمل جنسي، مع شخص آخر لا يصل إلى... السدومية، ويعاقب بالجلد ولا يتجاوز أربعين جلدة قد يعاقب بالسجن لمدة لا تزيد عن سنة أو بغرامة.
(2) في حالة ارتكاب جريمة الفحش الجسيم في مكان عام... يعاقب الجاني بالجلد لمدة لا تتجاوز ثمانين جلدة، وقد يعاقب بالسجن لمدة لا تزيد عن سنتين، أو بخير.
المادة 152. (1) كل من يرتكب، في مكان عام، فعلاً، أو يتصرف بطريقة غير لائقة، أو بطريقة تتعارض مع الآداب العامة، أو يرتدي لباسًا غير لائق، أو غير أخلاقي، مما يسبب إزعاجًا للمشاعر العامة، يعاقب بالجلد لا تتجاوز أكثر من أربعين جلدة أو بخطية أو بكليهما.
(2) يعتبر الفعل مخالفًا للأخلاق العامة، إذا كان يعتبر ذلك في دين الفاعل، أو عادة البلد الذي يحدث فيه الفعل.

## مجتمع النوبة القبلي في 1930
كتب سيغفريد فريدريك نادل عن قبائل النوبة في أواخر الثلاثينيات.
وأشار إلى أنه من بين شعب أوتورو (بالإنجليزية: Otoro)‏، يوجد دور للبسة الجنس الآخر خاص حيث يرتدي الرجال ويعيشون كنساء. وجدت المثلية المتمثلة في لبسة الجنس الآخر أيضا بين شعب مورو (بالإنجليزية: Moru)‏، شعب نييما (بالإنجليزية: Nyima)‏، وشعب تيرا (بالإنجليزية: Tira)‏، وذكر الزواج بين شعب كورونغو لوندو (بالإنجليزية: Korongo londo)‏ وميساكين توبيلي (بالإنجليزية: Mesakin tubele)‏ ويكون مهر العروسة تيسا واحدا.

في قبائل كورونغو وميساكين، أبلغ نادل عن تردد مشترك بين الرجال في التخلي عن متعة الحياة في المخيمات التي يسكنها الذكور لصالح قيود التسوية الدائمة.

كلا القبائل تشعر بقوة أن الزواج والحياة الجنسية معاديان للقوة البدنية. ... الشباب المتزوجون... سيقضون أربع أو خمس ليال مع زوجاتهم في القرية ثم يعودون لمدة أسبوعين أو شهرًا إلى معسكر الماشية.... سيقولون لك إنهم «يكرهون العيش في القرية». لقد قابلت حتى الرجال في عمر الأربعين والخمسين الذين قضوا معظم لياليهم مع الشباب في معسكرات الماشية بدلاً من المنزل في القرية. ... وراء هذا الاسترضاء المضطرب للحياة الزوجية والبالغين بشكل عام، وراء المشاعر الثانوية لحن الحياة في المعسكر والشركة الذكورية، نكتشف الخوف الأساسي، والمفتوح تمامًا، من الجنس باعتباره مدمرًا للرجولية. ليس الجنس في الزوال، والحس البدني - سلس البول في هذه القبائل يحول دون ذلك - ولكن الجنس يتحول إلى ولد دائم، الروحية (مثل الحب) والاجتماعية (مثل الزواج). لن نستكشف العمق النفسي لهذا العداء. واسمحوا لي أن أشير فقط إلى أمرين: أولاً، أنه يحدث في مجتمع أمومي، أي مجتمع فيه ثمار الإنجاب ليست هي الرجل. وثانياً، يصاحب ذلك، ليس فقط التركيز القوي على الرفقة الذكورية، ولكن أيضًا في مجال المثلية الجنسية، وانتشار المثلية الجنسية على نطاق واسع.

## السياسة فيما يتعلق بحقوق المثليين
في الأمم المتحدة في 4 فبراير 2011، تم استدعاء طلب المؤسسة الدولية للمثليين والمثليات ومزدوجي التوجه الجنسي والمتحولين جنسيا وثنائيي الجنس للحصول على مركز استشاري في المجلس الاقتصادي والاجتماعي للأمم المتحدة للتصويت. دعا السودان إلى عدم اتخاذ إجراء وذلك بهدف منع التصويت على الوضع الاستشاري لرابطة المثليين، وتجاوز اقتراحهم في تصويت 9 أصوات لصالح مقابل 7 صوتا ضد (9-7) وبالتالي لم يتم التصويت على القضية.
كما صوتت السودان ضد كل مقترح لصالح حقوق المثليين في الأمم المتحدة.

## المواقف الاجتماعية
قسمت العلاقات المثلية بعض المجتمعات الدينية. في عام 2006، قاد أبراهام ميوم أثيان، وهو أسقف في جنوب السودان، انفصالًا عن الكنيسة الأسقفية في السودان بسبب ما اعتبره فشل الكنيسة في إدانة المثلية الجنسية بشكل كافي.

وجد تقرير وزارة الخارجية الأمريكية عام 2011 عن حقوق الإنسان أن:
يحظر القانون السدومية... ومع ذلك، لم تكن هناك تقارير عن تطبيق القوانين المعادية للسدومية. لم تكن هناك منظمات معروفة للمثليين والمثليات ومزدوجي التوجه الجنسي أو المتحولين جنسياً. حدث تمييز رسمي على أساس الميل الجنسي والهوية الجنسية. كان التمييز المجتمعي ضد المثليين على نطاق واسع. استهدف مسلحون الرجال المثليين والنساء المثليات المشتبه بهم بالمعاملة العنيفة، وكانت هناك مظاهرات عامة ضد المثلية الجنسية.

أول جمعية للدفاع عن حقوق المثليين في البلاد هي «حرية السودان» (بالإنجليزية: Freedom Sudan)‏، التي تأسست في ديسمبر 2006. ومع ذلك، لا يوجد أي وجود على الإنترنت من المجموعة بعد عام 2013 على صفحة فيسبوك. مجموعة أخرى هي «قوس قزح السودان» (بالإنجليزية: Rainbow Sudan)‏، تأسست في 9 فبراير 2012. قال مؤسسها، المعروف باسم محمد:

أعطاني صديق عزيز لي فكرة تمويل قوس قزح اسودان. بدأنا العمل معًا من أجله، وحتى الآن يساعدني كثيرًا في هذا المشروع. الآن لدينا مجموعة من المجموعات التي تعمل عبر الإنترنت وغير متصلون. نحن نشكل شبكة صغيرة من الأشخاص الذين يعملون بطريقة منظمة للنهوض بأكبر قدر ممكن من مشكلات مجتمع النثليين، لإظهار من نحن، لوقف التمييز، للاعتراف بحقوقنا المعترف بها. نحن نقدم التثقيف الجنسي، والدعم النفسي والعاطفي، والحماية.

لا يوجد أيضًا وجود مستمر على الإنترنات ل«حرية السودان» بعد يناير 2015.

## ملخص
| قانونية النشاط الجنسي المثلي                                                                  | (العقوبة: حتى عقوبة الإعدام)        |
| المساواة في السن القانوني للنشاط الجنسي                                                       | No                                  |
| قوانين مكافحة التمييز في التوظيف                                                              | No                                  |
| قوانين مكافحة التمييز في توفير السلع والخدمات                                                 | No                                  |
| قوانين مكافحة التمييز في جميع المجالات الأخرى (تتضمن التمييز غير المباشر، خطاب الكراهية)      | No                                  |
| قوانين مكافحة أشكال التمييز المعنية بالهوية الجندرية                                          | No                                  |
| زواج المثليين                                                                                 | No                                  |
| الاعتراف القانوني بالعلاقات المثلية                                                           | No                                  |
| تبني أحد الشريكين للطفل البيولوجي للشريك الآخر                                                | No                                  |
| التبني المشترك للأزواج المثليين                                                               | No                                  |
| يسمح للمثليين والمثليات ومزدوجي التوجه الجنسي والمتحولين جنسيا بالخدمة علناً في القوات المسلحة | No                                  |
| الحق بتغيير الجنس القانوني                                                                    | No                                  |
| علاج التحويل محظور على القاصرين                                                               | No                                  |
| الحصول على أطفال أنابيب للمثليات                                                              | No                                  |
| الأمومة التلقائية للطفل بعد الولادة                                                           | No                                  |
| تأجير الأرحام التجاري للأزواج المثليين من الذكور                                              | (غير قانوني للأزواج المغايرين كذلك) |
| السماح للرجال الذين مارسوا الجنس الشرجي التبرع بالدم                                          | No                                  |